# Devin Duvernay
Devin Duvernay (geboren am 12. September 1997 in Garland, Texas) ist ein US-amerikanischer American-Football-Spieler auf der Position des Wide Receivers, der auch als Return Specialist eingesetzt wird. Er spielte College Football für die Texas Longhorns. Zurzeit steht Duvernay bei den Chicago Bears in der National Football League (NFL) unter Vertrag. Zuvor spielte Duvernay vier Jahre lang für die Baltimore Ravens und ein Jahr für die Jacksonville Jaguars.

## College
Duvernay wurde in Garland, Texas geboren und besuchte die Highschool in Sachse. Er spielte erfolgreich für das Footballteam seiner Highschool und war auch als Leichtathlet aktiv. Ab 2016 ging Duvernay auf die University of Texas at Austin, um College Football für die Texas Longhorns zu spielen. Als Freshman spielte er zunächst in den Special Teams, insbesondere als Kick Returner, bevor er im weiteren Saisonverlauf auch in der Offense eine Rolle spielte. In 12 Spielen, in denen er zweimal Starter war, fing er 20 Pässe für 412 Yards und drei Touchdowns. Nachdem er in seiner zweiten Saison am College 2017 nicht über eine Reserverolle hinausgekommen war, war Duvernay ab dem folgenden Jahr Stammspieler bei den Longhorns. Er kam 2018 auf 41 gefangene Pässe für 546 Yards und vier Touchdowns. Die vierte und letzte College-Saison von Duvernay war seine mit Abstand erfolgreichste. Mit 106 gefangenen Pässen und 1386 Yards Raumgewinn stellte er jeweils die Saisonbestwerte in der Big 12 Conference auf, dabei gelangen ihm neun Touchdowns. Dabei überzeugte Duvernay vor allem mit seiner Fangsicherheit, er ließ kaum einen Pass fallen und war einer der fangsichersten Receiver am College. Er wurde in das All-Star-Team der Big 12 Conference gewählt. Insgesamt bestritt Duvernay in seiner College-Karriere 52 Spiele, davon 30 als Starter.

## NFL
Duvernay wurde im NFL Draft 2020 in der dritten Runde an 92. Stelle von den Baltimore Ravens ausgewählt. Als Rookie war er in der Offense mit 20 Pässen für 201 Yards nur Ergänzungsspieler. Er wurde in den Special Teams als Return Specialist eingesetzt und erzielte am dritten Spieltag gegen die Kansas City Chiefs mit einem Kickoff Return über 93 Yards seinen ersten Touchdown in der NFL.
In der Saison 2021 verzeichnete Duvernay mit 13,8 Yards pro Punt Return den besten Durchschnitt in der Liga und wurde daher als Return Specialist in das All-Pro-Team und in den Pro Bowl gewählt. Zudem wurde er in der Offense als Wide Receiver vorwiegend im Kurzpassspiel eingesetzt und fing dabei 33 Pässe für 272 Yards und zwei Touchdowns.
Infolge des Trades von Marquise Brown zu den Arizona Cardinals rückte Duvernay zur Saison 2022 in die Stammformation der Offense auf. Er wurde weiterhin auch als Return Specialist eingesetzt und gehörte auf dieser Position auch in dieser Saison zu den besten Spielern der Liga. Am zweiten Spieltag gelang ihm gegen die Miami Dolphins zu Beginn des Spiels ein Kickoff-Return-Touchdown über 103 Yards. Duvernay wurde erneut in den Pro Bowl gewählt. Als Wide Receiver fing er in 14 Spielen – das Saisonende verpasste er verletzungsbedingt – 37 Pässe für 407 Yards und drei Touchdowns. Zudem wurde Duvernay bei Jet Sweeps eingesetzt und absolvierte 12 Läufe für 84 Yards. Infolge der Neuverpflichtungen von Zay Flowers und Odell Beckham Jr. kam Duvernay 2023 kaum in der Offense zum Einsatz und spielte hauptsächlich als Returner, in der Offense fing er nur vier Pässe für 18 Yards.
Im März 2024 unterschrieb Duvernay einen Zweijahresvertrag im Wert von 8,5 Millionen US-Dollar, mit Bonuszahlungen bis zu 12,5 Millionen US-Dollar, bei den Jacksonville Jaguars. Er wurde nach einer Saison im März 2025 entlassen. Kurz darauf unterschrieb Duvernay einen Einjahresvertrag bei den Chicago Bears.

### NFL-Statistiken
| 2020                               | Baltimore Ravens     | 16 | 3  | 20  | 201 | 10,1 | 39 | 0 | 21 | 578  | 27,5 | 93  | 1 | 4  | 46   | 11,5 | 19 | 0 | 0 | 0 |
| 2021                               | Baltimore Ravens     | 16 | 7  | 33  | 272 | 8,2  | 21 | 2 | 28 | 676  | 24,1 | 47  | 0 | 26 | 360  | 13,8 | 42 | 0 | 1 | 0 |
| 2022                               | Baltimore Ravens     | 14 | 13 | 37  | 407 | 11,0 | 31 | 3 | 15 | 383  | 25,5 | 103 | 1 | 16 | 190  | 11,9 | 46 | 0 | 1 | 0 |
| 2023                               | Baltimore Ravens     | 13 | 1  | 4   | 18  | 4,5  | 10 | 0 | 9  | 174  | 19,3 | 28  | 0 | 23 | 290  | 12,6 | 70 | 0 | 0 | 0 |
| 2024                               | Jacksonville Jaguars | 13 | 1  | 11  | 79  | 7,2  | 28 | 0 | 14 | 351  | 25,1 | 34  | 0 | 19 | 167  | 8,8  | 53 | 0 | 1 | 0 |
| Gesamt                             | Gesamt               | 72 | 25 | 105 | 977 | 9,3  | 39 | 5 | 87 | 2162 | 24,9 | 103 | 2 | 88 | 1053 | 12,0 | 70 | 0 | 3 | 0 |
| Quelle: pro-football-reference.com |                      |    |    |     |     |      |    |   |    |      |      |     |   |    |      |      |    |   |   |   |

## Persönliches
Duvernays Cousin Kyler Murray spielt als Quarterback für die Arizona Cardinals in der NFL. Zudem spielte sein Zwillingsbruder Donovan Duvernay am College ebenfalls für Texas, als Defensive Back.